# La última carcajada (película)
La última carcajada (en inglés, The Last Laugh) es una película de comedia de 2019 escrita y dirigida por Greg Pritikin. Está protagonizada por Richard Dreyfuss y Chevy Chase.
Un excomediante de stand-up que se retiró del centro de atención hace 50 años se reúne con su exmánager después de haber sido convencido para hacer una última gira de comedia.

## Argumento
El recién jubilado Al Hart (Chevy Chase) era un implacable administrador de talentos que se está desacelerando, por lo que su nieta Jeanie (Kate Micucci) sugiere que se mude a un pueblo de jubilados, donde puede disfrutar de una excelente cena y entretenimiento regular.
Allí, Al descubre que Buddy Green (Richard Dreyfus) es un residente. Buddy fue el primer cliente de Al y tenía potencial para un gran éxito. Hace 50 años le había reservado un lugar en The Ed Sullivan Show en 1967, que entonces se consideraba la joya de la corona de los conciertos de comedia. Lo habría establecido como una gran estrella. Inexplicablemente, nunca apareció y abandonó la comedia, sino que eligió formar una familia y convertirse en podólogo.
Imagina la sorpresa de Al cuando Buddy resulta ser su guía turístico en el hogar de asistencia para ancianos. Aún más sorprendente, todavía se ríe y es el alma de la fiesta.
Después de mudarse, Al y Buddy recuerdan los buenos viejos tiempos, Al lamenta la oportunidad perdida de ser grandes estrellas en Hollywood. Es en este punto donde Al, irritado por tener que fusionarse con personas de su edad, intenta convencer a Buddy para que lo deje administrarlo nuevamente.
Inicialmente resistentes, los interrogantes nunca han dejado realmente a Buddy y Al, al ver el desfile de residentes hacia la morgue, se da cuenta de que se merece una última oportunidad para ver si tiene las cosas. Cuando el socio de Buddy en el hogar fallece, él se siente libre de hacerlo.
Al encuentra su antiguo Rolodex y comienza a llamar a sus contactos. Reserva a Buddy en una gira por todo el país, comenzando en pequeños lugares en las ciudades de Podunk y trabajando gradualmente en espectáculos más grandes hasta un gran programa de televisión nocturno en Nueva York. Al negocia con su contacto Vic para conseguir que Buddy esté en Jimmy Fallon .
La primera es una parada de camiones cerca de Las Vegas, luego Tijuana, Tucson, Texas y Kansas. Los dos discuten como una pareja de ancianos mientras viajan. Como Buddy está exhausto, se estrella en la habitación del motel.
Al va a un bar y conoce a la artista de espíritu libre Doris en Kansas City (Andie MacDowell), y se vuelve dulce con ella. Ella los acompaña a Chicago, y cuando llegan al hotel, Al no está seguro de en qué habitación estará.
Antes de que Al pueda decidir algo, su contacto Vic le dice que no consiguió a Buddy en Jimmy Fallon. En un aprieto, confía en Doris, quien le ofrece "hongos" para distraerse.
Fuera del concierto de Chicago, Jeanie y Charlie Green finalmente encuentran a Al. Ni él ni Buddy habían llamado a ninguno de ellos durante su viaje por carretera de dos semanas. Charlie regaña a Buddy en el camerino, donde se entera por primera vez de que su padre había sido cómico hace medio siglo. También descubrimos que Buddy se está muriendo de cáncer de páncreas, lo que explica su consumo de marihuana.
Como en todos los conciertos, excepto en Texas, Buddy es un éxito rotundo. Mientras tanto, Al está totalmente tropezado con los 'hongos'. Él y Doris pasan la noche juntos. Encuentra una nota de ella por la mañana, despidiéndose de ella.
Al principio, Al, sintiéndose deprimido por el cáncer de Doris y Buddy, sugiere que renuncien. Finalmente, diciéndole que no recibió The Tonight Show, Buddy dice que no le importa y que irá a pesar de todo. Jeanie y Charlie se unen a Al y Buddy en el viaje a Nueva York.
Al descubrir a Max Becker, un antiguo cliente de Al que está haciendo el Stephen Colbert Late Show en el teatro Ed Sullivan de Nueva York, lo busca. Le ofrece un gran soborno para darle su lugar para Buddy.
Buddy sube al escenario después de que Max lo presenta. Después de su actuación extremadamente exitosa, mira hacia arriba y se disculpa con Ed Sullivan por dejarlo plantado en ese escenario hace 50 años.
En quiebra, descubrimos que Al no ha regresado a la casa y ahora está con Doris en Kansas. El mensaje es que nunca es demasiado tarde para perseguir un sueño.

## Reparto
- Richard Dreyfuss como Buddy Green
- Chevy Chase como Al Hart
- Andie MacDowell como Doris Lovejoy
- Lewis Black como Max Becker
- Kate Micucci como Jeannie
- Chris Parnell como Charlie Green
- George Wallace como Johnny Sunshine
- Richard Kind como Jimbo
- Chris Fleming como Palace Comic

## Producción
La película se anunció el 25 de septiembre de 2017 después de que se negoció un acuerdo para que Netflix la distribuyera. El elenco, encabezado por Richard Dreyfuss y Chevy Chase, fue anunciado y el rodaje comenzó en Nueva Orleans el mismo día. La película estaba dedicada "a Paul Mazursky".

## Lanzamiento
Fue estrenado en Netflix el 11 de enero de 2019.

## Recepción
En el sitio web del agregador de reseñas Rotten Tomatoes, la película tiene un índice de aprobación del 53% basado en 15 reseñas, con una calificación promedio de 5.4/10 . El consenso del sitio dice: "Chevy Chase y Richard Dreyfuss son un espectáculo para los ojos doloridos, pero desafortunadamente no obtienen La última carcajada en una comedia de amigos genérica que nunca reúne bromas dignas de sus habilidades cómicas".